# Phare de Mumbles
Le phare de Mumbles est situé sur un îlot en bout de la péninsule de Mumbles Head dans la baie de Swansea, proche du canal de Bristol, dans le comté de Swansea, au sud du Pays de Galles.
Ce phare est géré par le Trinity House Lighthouse Service à Londres, l'organisation de l'aide maritime des côtes du Pays de Galles.

## Histoire
Le phare a été achevé en 1794. C'est une tour blanche de deux étages, avec une petite lanterne sur une galerie. Avec la station de bateau de sauvetage à proximité, c'est le point de repère le plus photographié du village de Mumbles.
En 1860, la lumière alimentée à l'huile a été améliorée avec une lumière dioptrique et le fort qui entoure la tour a été construit par le département de la guerre. En 1905, un feu à occultations a remplacé l'ancien. Il a été partiellement automatisé en 1934. En 1977, la lanterne en fonte s'est détériorée. Irréparable, elle a été enlevée et remplacée en 1987. En 1995, la lumière principale a été alimentée par des panneaux solaires et le matériel de surveillance d'urgence a été ajouté.

### Lien connexe
- Liste des phares du Pays de Galles